# Goremikin
Goremikin je priimek več oseb:
- Aleksander Goremikin (*1971), ruski atlet
- Ivan Loginovič Goremikin, ruski politik
- Peter Nikolajevič Goremikin, sovjetski general